# Just a Poke
Albums de Sweet Smoke
Darkness to Light
(1973)
Just a Poke est le premier album du groupe de rock Sweet Smoke, sorti en décembre 1970. Il se compose de deux titres de 16 minutes chacun, Baby Night et Silly Sally. Enregistré puis d'abord sorti en Allemagne, sa pochette psychédélique montre un sage fumant un joint. L'album est parfois considéré comme un précurseur du stoner rock.

## Contexte et parution
Just a Poke est enregistré en août 1970 à Cologne, dans le quartier de Godorf. L'album paraît d'abord en Allemagne en décembre 1970 sur le label Catfish,. Just a Poke rencontre le succès à Montréal au cours de l'année 1974.

## Pochette
La pochette psychédélique de Just a Poke a été imaginée par l'artiste néerlandais Jan Fijnheer. Elle montre une scène exotique inspirée par le Moyen-Orient, dominée par un sage fumant énergiquement un joint roulé avec un motif comportant des étoiles et des rayures. Les notes de l'album invitent d'ailleurs l'auditeur à fumer du haschich.

## Contenu
L'album se compose de deux titres de seize minutes trente chacun : Baby Night en face A et Silly Sally en face B,. Tous deux présentent des percussions complexes et des structures musicales rappelant des groupes tels que Quicksilver Messenger Service, Quintessence et certains groupes de krautrock allemands, notamment en raison de la technique d'enregistrement de Conny Plank. Tandis que Baby Night est globalement un titre « planant », la seconde piste de l'album, Silly Sally, est quant à elle beaucoup plus énergique. Jazzy, Silly Sally se caractérise par une « basse galopante » et une « voix rockabilly », ainsi qu'un solo de batterie de 5 minutes exécuté par le batteur du groupe, Jay Dorfman, et marqué par plusieurs effets stéréo.

### Baby Night
Baby Night démarre sur un solo de flûte accompagné de deux guitares, L'atmosphère y est alors très apaisante, avant que d'autres instruments ne viennent se joindre. Un chant « sensuel et délicat » arrive juste ensuite, renforçant l'ambiance harmonieuse du morceau. L'introduction terminée, le titre enchaîne sur une section plus jazzy à mesure que la musique devient plus énergique. Cette partie de Baby Night se caractérise par un groove plein d'entrain et un jeu de guitare employant des rythmes funky. Les solos s'enchaînent les uns après les autres,, puis Baby Night redevient plus calme jusqu'à aboutir à une brève reprise du titre The Soft Parade des Doors. La reprise terminée, les solos de guitares s'enchaînent à nouveau,. Une autre section instrumentale fait son apparition avant de laisser place à une finale plus mélodieuse. Baby Night se termine sur quelques notes jouée à la flûte.

### Silly Sally
Le second titre, Silly Sally, commence sur de la batterie puis enchaîne sur du saxophone. Le style est d'emblée beaucoup plus influencé par le jazz. Le flûtiste Michael Paris passe au saxophone et assure pour la première fois le chant sur l'album, sous la forme d'un fausset. La partie instrumentale de Silly Sally, typique du jazz fusion, voit chaque instrument s'exprimer l'un après l'autre. Le solo de guitare de Marvin Kaminowitz, marqué par l'utilisation d'un effet wah-wah, est remplacé par un solo de basse, qui laisse à son tour place à un solo de batterie et de percussions. La finale consiste en un solo de saxophone exécuté par Michael Paris.

## Accueil critique
Au moment de la sortie de Just a Poke, le magazine musical allemand Sounds décrit l'album comme « l'une des meilleures productions pop allemandes de ces derniers temps, qui va très certainement trouver le succès qu'il mérite. » Le site Music Waves, qui a attribué la note de 5 étoiles à Just a Poke, le décrit successivement comme un « album mythique », « l'un des albums les plus symboliques des années "cheveux longs" dans leur face la plus authentique » et « un ovni dans le paysage musical. » Sputnikmusic considère l'album comme « un incontournable pour tous les fans de rock progressif et de jazz fusion ». Pour le site Forces Parallèles, Just a Poke « n'a pas volé son statut d'album culte du rock psychédélique » car « il ne possède pas ce défaut que beaucoup d'autres albums de l'époque eurent ou auront, à savoir d'excellentes chansons au sein d'un album finalement peu cohérent. »
Frédérick Jourdon du site Nouvelle Vague trouve que Baby Night et Silly Sally « éclatent tous les codes du néo-psychédélisme d'alors, en démontrant avec une cohésion et une harmonie subtiles et parfaites à la fois, toute l'intelligence et la beauté du concept. » Dans son livre Pushin' the Limits : Anthologie de l'extrémisme et de la transgression dans la musique moderne, l'auteur Jérôme Alberola présente Just a Poke comme un « disque apologétique de la fumette » et « une déclaration d'amour à la Marijuana ».

## Pistes
| 1. | Baby Night | 16:24 |

| 1. | Silly Sally | 16:22 |

## Fiche technique
Adaptée du livret de Just a Poke / Darkness to Light.

### Musiciens
- Andy Dershin : basse
- Jay Dorfman : batterie, percussions
- Marvin Kaminowitz : guitare solo, chant
- Michael Paris : saxophone ténor, flûte à bec alto, chant, percussions
- Steve Rosenstein : guitare rythmique, percussions, chant

### Équipe technique
- Rosie Schmitz et Winfried Ebert : producteurs
- Conny Plank et Klaus Löhmer : ingénieurs du son